# International Labor Union
L'International Labor Union (ILU), ou Union international du travail en français, était un syndicat du nord-est des États-Unis qui exista entre 1878 et 1887.
L'ILU est fondée par des membres du Parti ouvrier socialiste d'Amérique mécontents de la ligne politique adoptée après la convention de Newark, en 1877. Certains membres préfèrent en effet se concentrer sur l'organisation économique de la classe ouvrière et fondent alors l'ILU en 1878. Les membres du comité provisoire de la nouvelle organisation comprennent notamment Ira Steward, George Gunton, Albert Parsons, Friedrich Adolph Sorge, Otto Weydemeyer, J. P. McDonnell, George McNeill, Carl Speyer et George Schilling. Elle tient son premier congrès à Paterson, dans le New Jersey, en décembre 1878.
Les perspectives et les buts de l'organisation sont larges. Le programme de l'ILU comprend aussi bien la philosophie des huit heures de travail défendue par Ira Steward que le syndicalisme industriel de McDonnell et de Sorge. Ces deux approchent voient le système des salaires comme un despotisme. Les demandes immédiates incluent la réduction des heures de travail, la création de bureaux du travail locaux et régionaux, l'inspection des places de travail et l'interdiction du travail des enfants. Reflétant ses aspects syndicalistes industriels, l'organisation se fixe également comme but d'organiser la main-d'œuvre non qualifiée et non organisée, de regrouper des syndicats existants et de créer une union nationale, puis internationale, de tous les syndicats de travailleurs.
En pratique, l'ILU a largement concentré ses efforts sur les ouvriers du textile dans le New Jersey, à New York et dans le Massachusetts. Il compte 700 membres en juillet 1878. Après avoir conduit une grève dans le textile à Paterson et organisé des efforts à Fall River, dans le Massachusetts, le nombre de membres passe à 8 000. Ensuite, le nombre de membres chute soudainement à 1 500, organisés en huit sections en février 1880, puis en une seule section, à Hoboken, l'année suivante. L'organisation est dissoute lorsque le leader de la section d'Hoboken, Sorge, déménage à Rochester, en 1887.